# Pakaa
Nella mitologia hawaiana, Pakaʻa è il dio del vento e l'inventore della vela.
Secondo la leggenda, Pakaʻa era figlio di un viaggiatore di stirpe reale di nome Kuanuʻuanu e di una bella donna non nobile di nome Laʻamaomao.
Kuanu'uanu fu richiamato dal suo sovrano Keawenuiaumi prima della nascita di Pakaʻa.
Paka'a fu quindi cresciuto da La'amaomao e da suo fratello maggiore Maʻilou, di cui fu detto a Pakaʻa che era suo padre.
Paka'a, però, dubitava di ciò, perché, nonostante la sua giovane età, era molto più alto di Maʻilou.
Perciò incominciò a viaggiare con il re di Kauaʻi, Pai'ea, per le altre isole delle Hawaii, prenendo il Gord di Laʻamaomao, che gli conferiva il controllo sui molti venti delle Hawaii.
In seguito, prestò servizio sotto Keawenuiaumi e insegnò a suo figlio Kuapakaʻa (o Ku-A-Pakaʻa) a seguire le sue orme.